# Parco naturale regionale di Portofino
Il parco naturale regionale di Portofino è un'area naturale protetta che si trova nella Riviera di Levante, a circa trenta chilometri ad est di Genova, nell'area geografica del golfo Paradiso orientale e del Tigullio occidentale. L'ente è costituito principalmente dai comuni di Camogli, Portofino e Santa Margherita Ligure, quest'ultima sede del parco e dell'area naturale marina protetta Portofino. Il parco è stato istituito con la legge 1251 del 20 giugno 1935.

## Storia

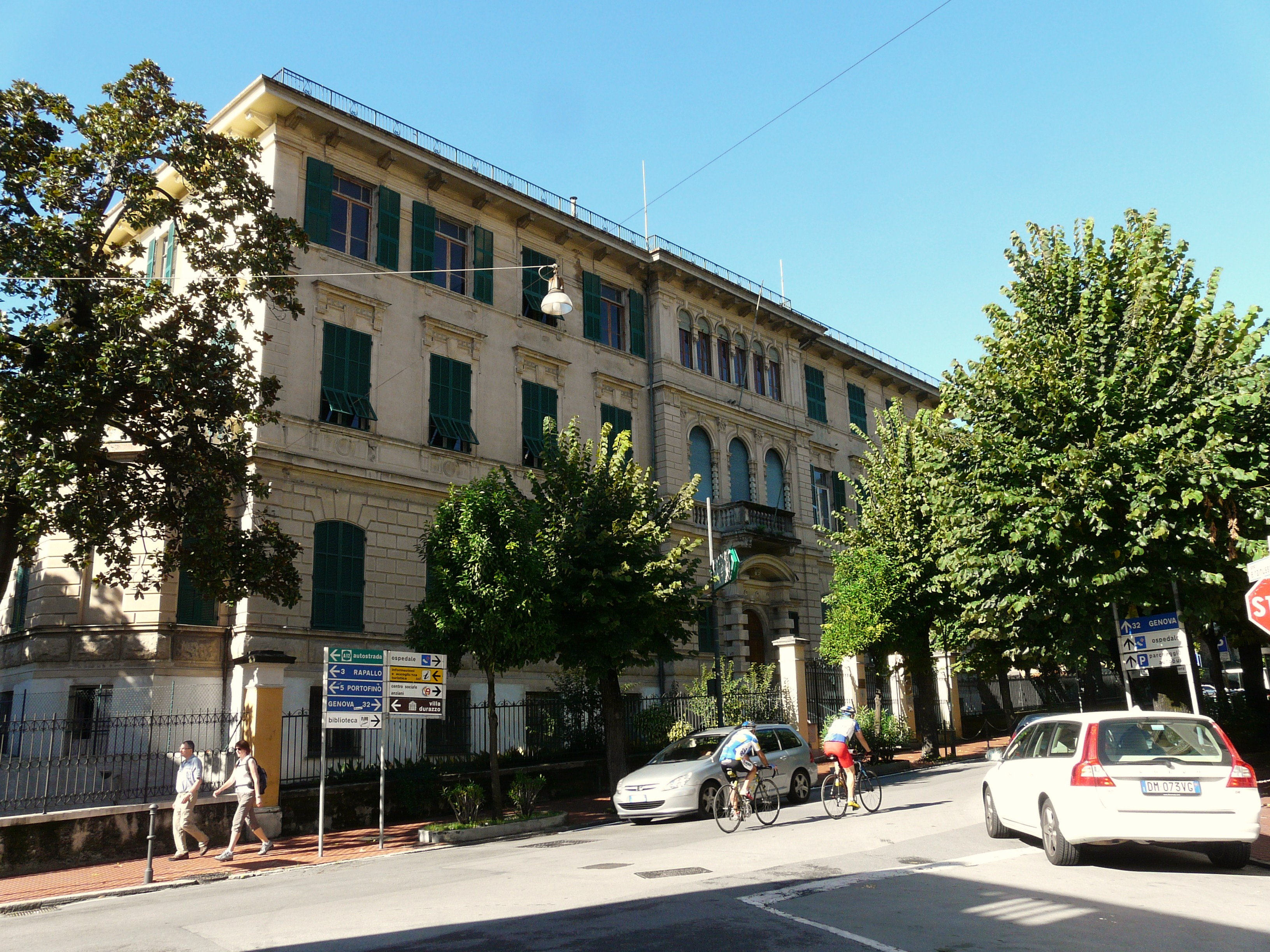
La sede amministrativa del parco e dell'area marina protetta

Le fasi iniziali che portarono alla nascita dell'area protetta si svilupparono nei primi anni trenta del XX secolo dall'idea di costruire una strada che partendo dal comune di Camogli giungesse a Santa Margherita Ligure passando per il monte di Portofino. L'opera venne presa molto in considerazione, specie dal presidente della Provincia di Genova e dal prefetto genovese, ma il finanziamento non arrivò dal governo di Roma e l'ambito progetto non decollò mai. In compenso venne presa la considerazione di tutelare questo piccolo angolo di Liguria, istituendo poi successivamente oltre che al parco anche l'area naturale marina protetta Portofino. Il territorio, descritto nella legge 1251, contava un'area di 1061 ettari costituito dai comuni di Camogli, Portofino e Santa Margherita Ligure.
La sua vicinanza alla costa rende inverni miti dove le persone possono godere di facili passeggiate sul lungomare soleggiato e i golfisti possono godere di uno dei campi più antichi d'Italia, inaugurato nel 1930.
Nel 1978 l'Ente Parco Monte di Portofino venne soppresso dalla legge 70 del 1975 mettendo il territorio sotto la tutela della Regione Liguria, gestione che portò alla creazione di un  parco regionale proteggendo l'intera area fino ai giorni nostri.
Dal 2021 il presidente dell'Ente Parco è Matteo Viacava, sindaco di Portofino dal 2016.

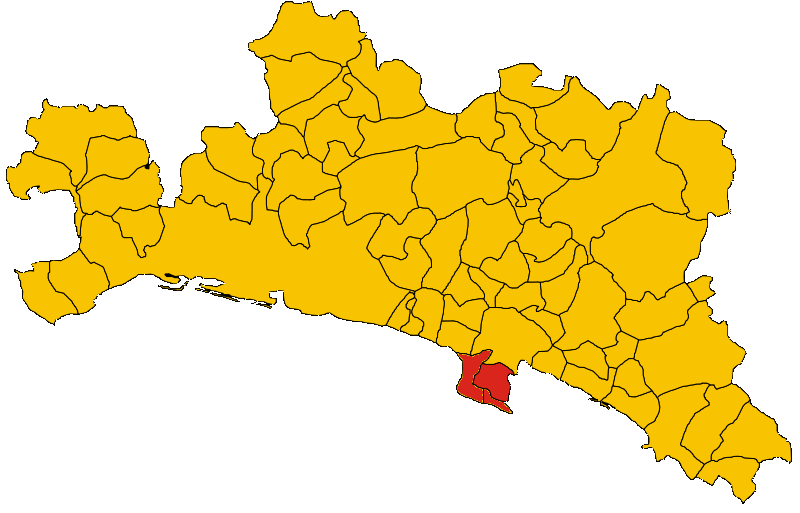
Mappa dei comuni del parco

È stata in vaglio presso la Camera dei deputati la proposta di trasformare il parco regionale in area nazionale accorpando nei nuovi confini territoriali anche l'area marina protetta. La proposta, esposta alla Camera in una audizione del 24 gennaio 2007 ma già avanzata nel 2004, venne accolta positivamente dalle amministrazioni comunali interessate, specie dopo il consenso espresso dal comune di Santa Margherita Ligure (sede dell'ente parco regionale e della riserva marina protetta), ma decadde assieme alla legislatura.
Nel 2010, in occasione del settantacinquesimo anniversario di istituzione del parco, l'ente aveva proposto l'inserimento del territorio protetto tra i patrimoni dell'umanità tutelati dall'UNESCO; il sito di Portofino, però, non figurava tra le candidature proposte dalla commissione nazionale italiana per l'UNESCO presentata a Parigi il 31 marzo 2011.

## Territorio
Il parco ha una superficie terrestre di 18 km², mentre la fascia costiera di 13 km². Attualmente il parco è l'area protetta costiera più a settentrione del Mar Mediterraneo occidentale.
L'Ente Parco mantiene indicati ed in sicurezza oltre 80 km di itinerari, i principali dei quali indicati nella http://www.parcoportofino.com/parcodiportofino/it/prova_1.page scaricabile dal sito del Parco nel quale si trovano http://www.parcoportofino.com/parcodiportofino/it/descrizione_itinerari.page degli stessi. Alcuni di questi sono usufruibili solo accompagnati da guide.

## Flora

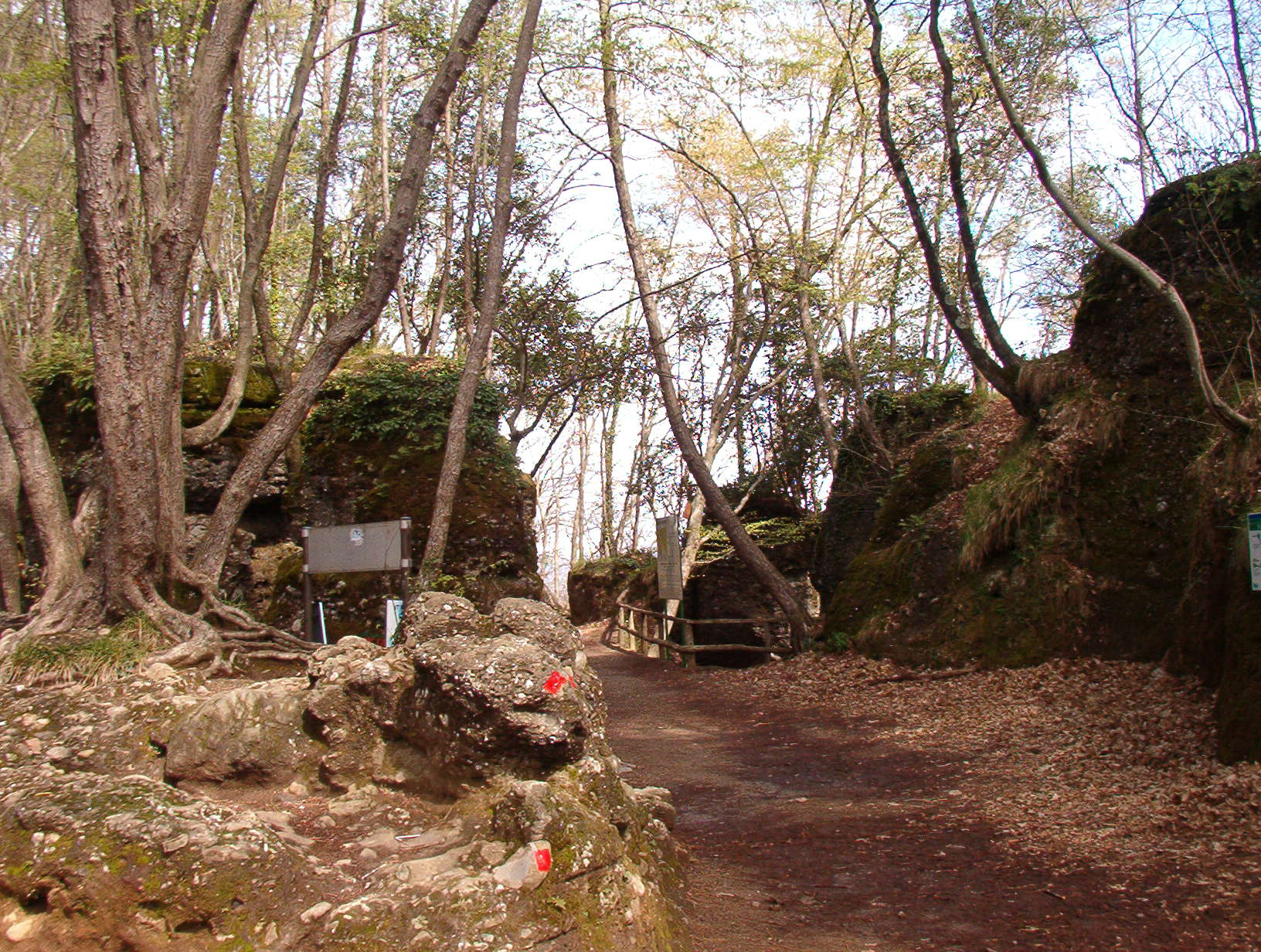
Sentiero del parco

La vegetazione è tipicamente mediterranea composta da boschi di castagno, nocciolo, carpino nero, pino, leccio, corbezzolo e alberi di ulivo.

## Fauna

### Uccelli
L'avifauna è particolarmente ricca. Tra gli uccelli più comuni e facilmente osservabili vi sono pettirosso, capinera, fringuello, occhiocotto, cinciallegra, merlo, ghiandaia, la tortora dal collare orientale e il colombaccio. Rapaci: il gheppio, la poiana, il falco pellegrino nidificante sulle scogliere più aspre. Uccelli marini: gabbiano comune, gabbiano reale mediterraneo, beccapesci, berta e sula.

### Anfibi e rettili
Tra gli anfibi è presente la salamandrina di Savi, la salamandra pezzata comuni lungo i piccoli rii, il geotritone di Strinati diffuso nelle grotte e nelle zone fresche e molto umide, la raganella mediterranea frequente attorno alla frazione di Nozarego e sopra Cala dell'Oro, il rospo comune abbondantissimo ovunque, la rana dalmatina, la rana appenninica mentre per i rettili sono presenti il geco verrucoso, il geco comune entrambi comuni sugli edifici, l'abbondantissima lucertola muraiola, il ramarro occidentale, l'orbettino italiano, lo schivo colubro di Riccioli, il saettone comune e il biacco. Vicino ai torrenti e alle zone umide è possibile incontrare la biscia dal collare e la natrice viperina. Esiste un esemplare di lucertola ocellata raccolto nel XIX secolo "tra Nozarego e Portofino" nelle collezioni del Museo di storia naturale Giacomo Doria potrebbe essere un errore di cartellinatura del reperto oppure è anche possibile che la specie si sia estinta in quest'area.

### Mammiferi
Il cinghiale, malgrado sia sottoposto a controllo numerico, raggiunge densità elevate, tanto da provocare spesso le proteste degli abitanti del promontorio. Non mancano osservazioni di volpi, tassi, ricci e faine. Interessante è la presenza dello scoiattolo rosso, che si osserva spesso, specialmente presso la zona del faro di Portofino. A partire dalla fine degli anni ottanta sono state liberate nel parco numerose capre domestiche, che si sono riprodotte in modo incontrollato, danneggiando la macchia mediterranea; alla fine degli anni novanta la popolazione di capre del parco superava i 70 individui.

## Galleria d'immagini

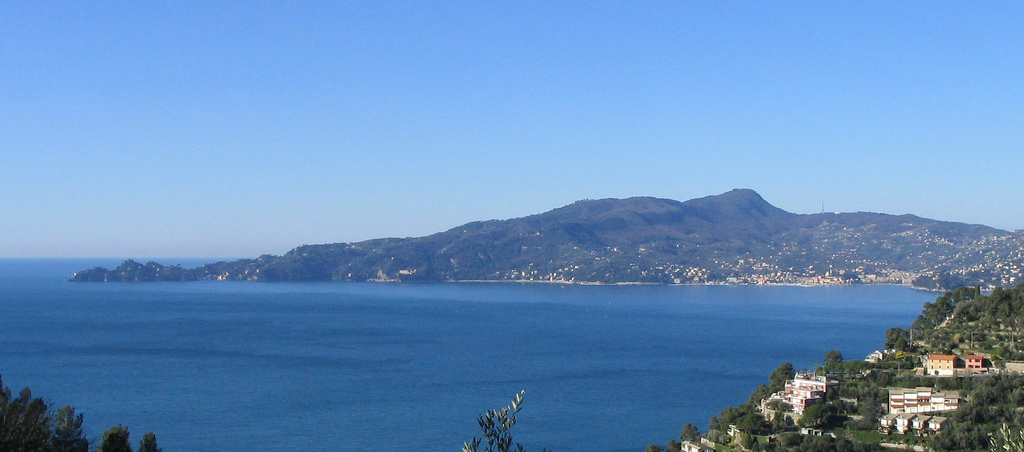
Panorama del promontorio
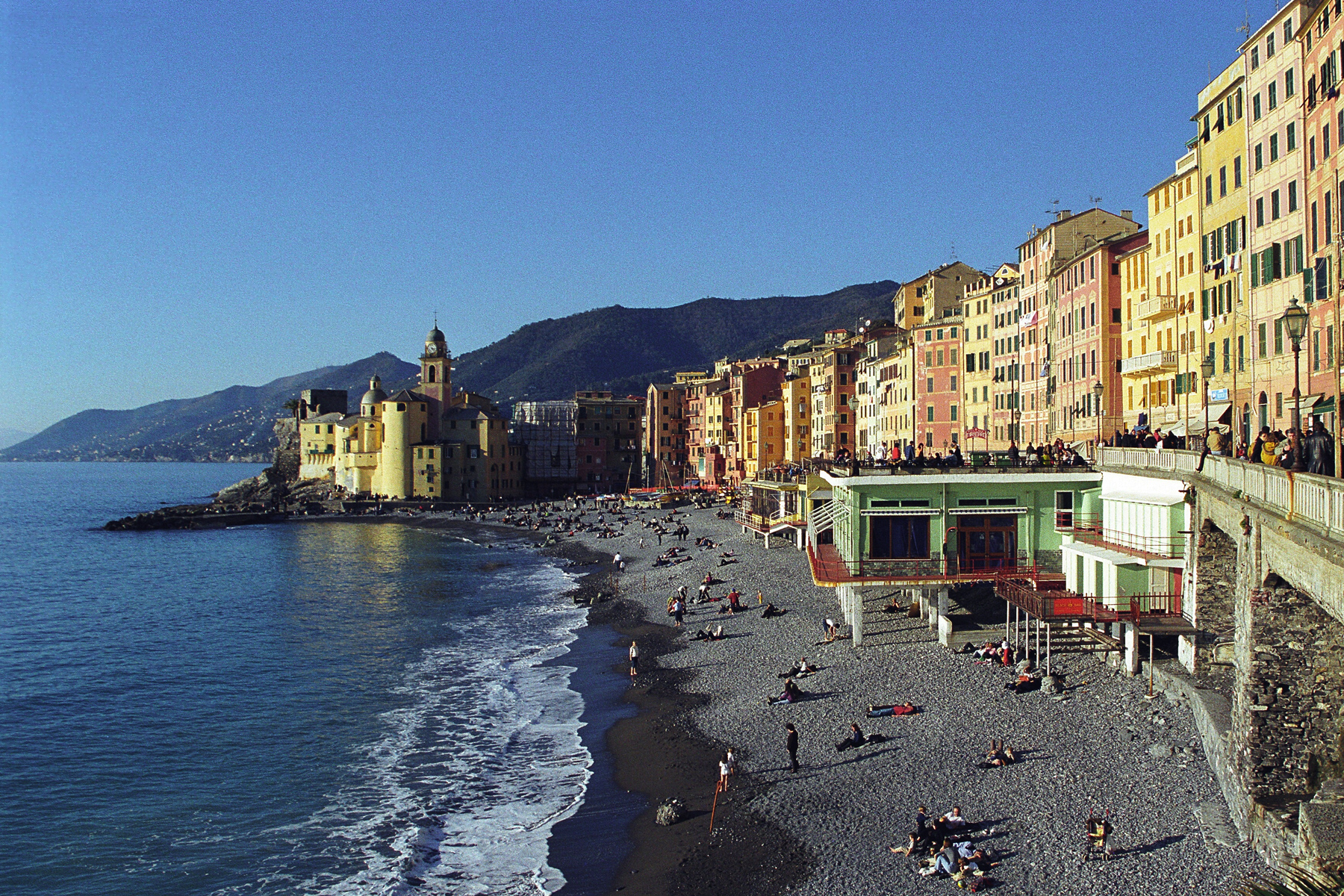
Vista di Camogli
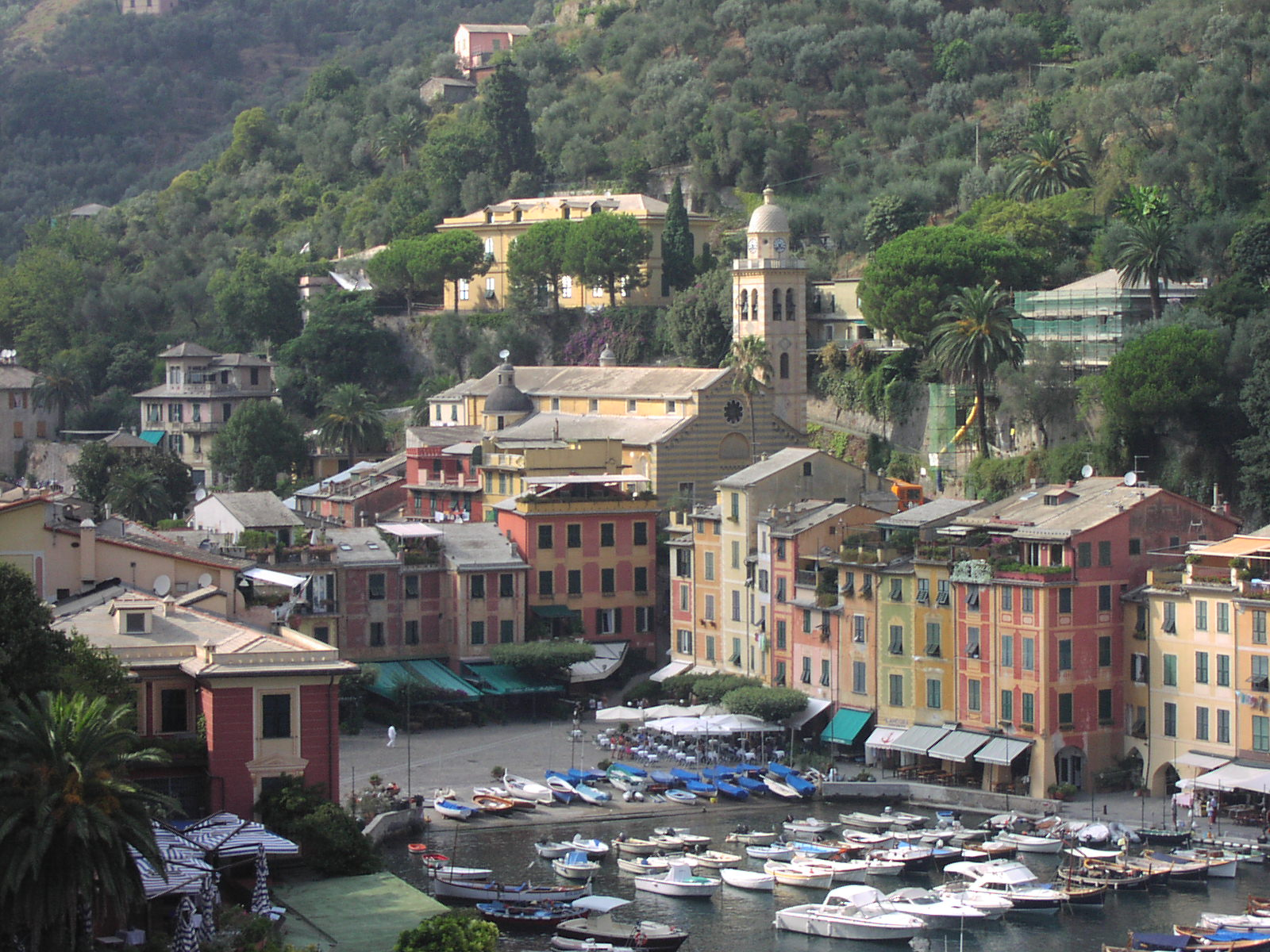
Vista di Portofino
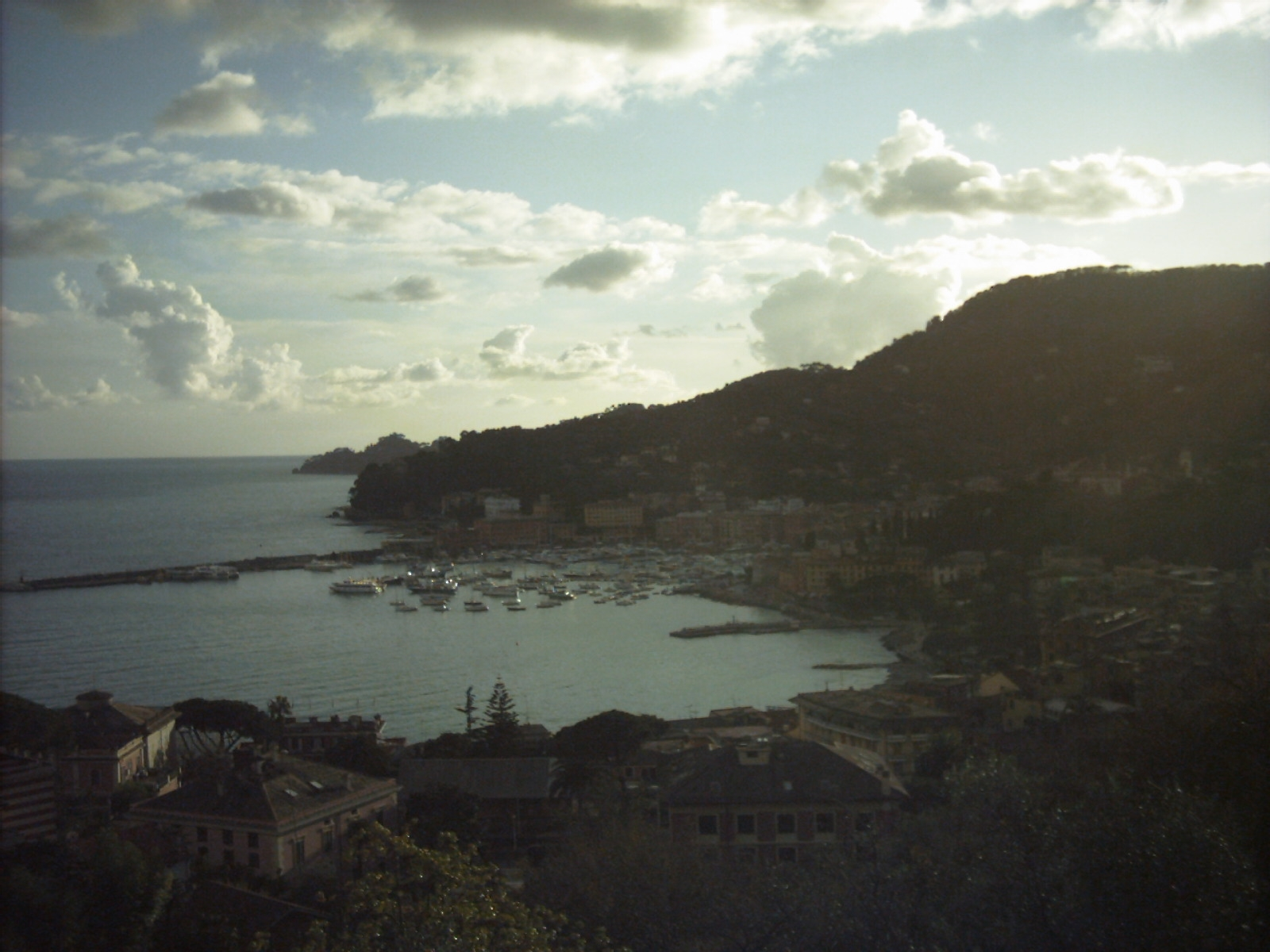
Vista di Santa Margherita Ligure
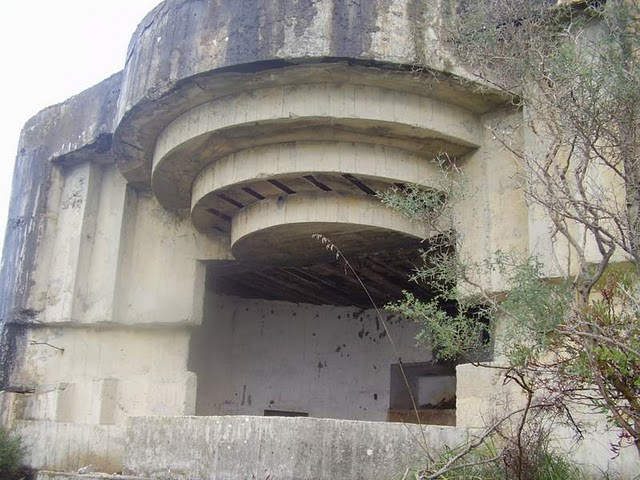
Un bunker della Batteria di Punta Chiappa a ovest del promontorio
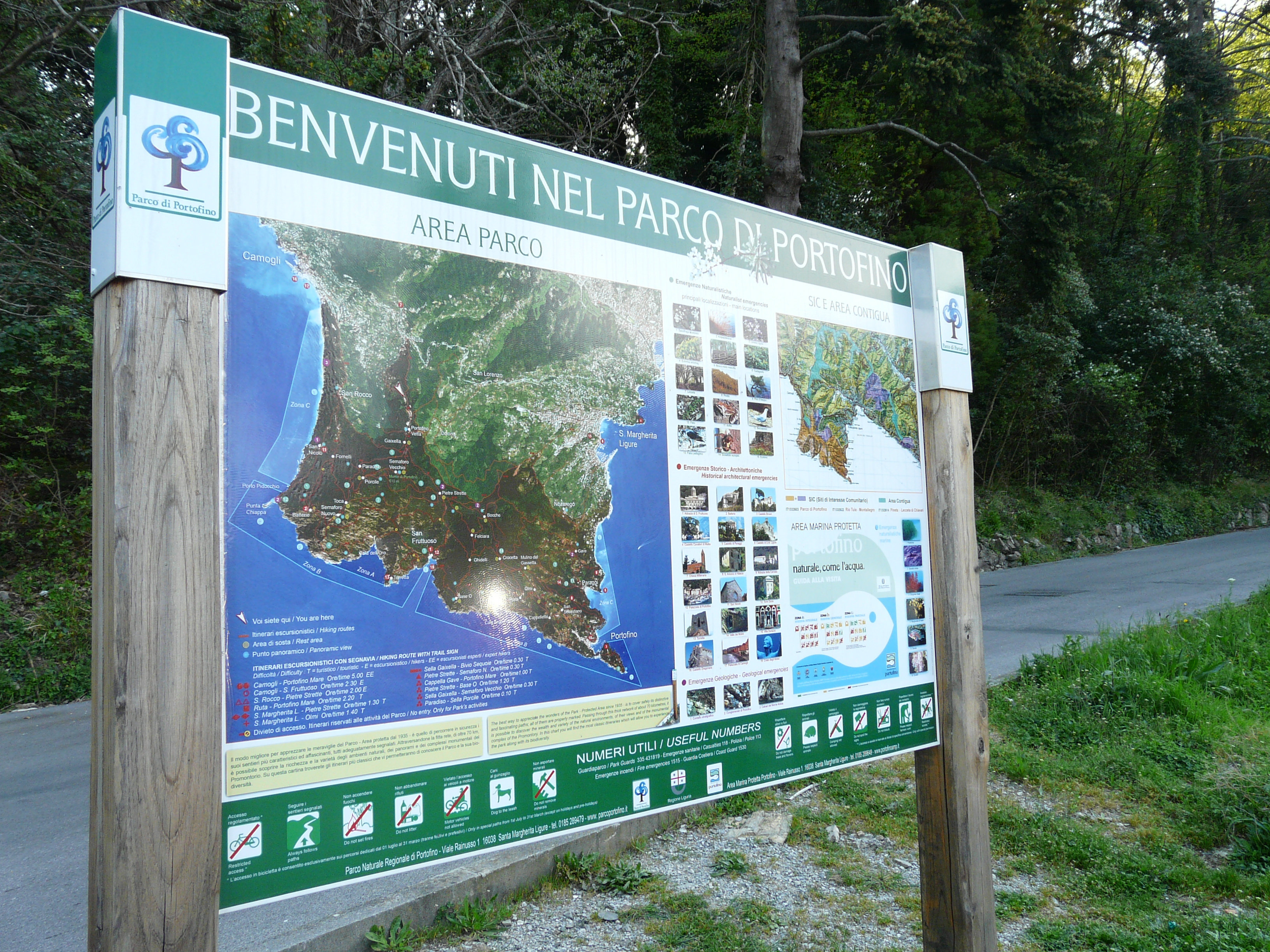
Cartello mappale-turistico